# تيتانات الباريوم
 تيتانات الباريوم  مركب كيميائي من مجموعة التيتانات له الصيغة BaTiO3، ويكون على شكل بلورات بيضاء.